# Pavlo Hurkovskyj
Pavlo Hurkovskyj (ukrainska: Павло Миколайович Гурковський, ryska: Павел Николаевич Гурковский), född den 13 september 1960 i Cherson i Ukrainska SSR, Sovjetunionen, är en sovjetisk roddare.
Han tog OS-silver i åtta med styrman i samband med de olympiska roddtävlingarna 1988 i Seoul.